# Саэль (Люксембург)
Саэль (люкс. Sëll, фр. Saeul) — коммуна в Люксембурге, располагается в округе Дикирх. Коммуна Саэль является частью кантона Реданж. В коммуне находится одноимённый населённый пункт.
Население составляет 561 человек (на 2008 год), в коммуне располагаются 216 домашних хозяйств. Занимает площадь 6,83 км² (по занимаемой площади 114 место из 116 коммун). Наивысшая точка коммуны над уровнем моря составляет 432 м. (34 место из 116 коммун), наименьшая 287 м. (97 место из 116 коммун).